# Судковичи
Судковичи (укр. Судковичі) — село в Мостисской городской общине Яворовского района Львовской области Украины.
Население по переписи 2001 года составляло 262 человека. Занимает площадь 0,784 км². Почтовый индекс — 81366. Телефонный код — 3234.